# Bad Düben
Bad Düben − miasto uzdrowiskowe w Niemczech, w kraju związkowym Saksonia, w okręgu administracyjnym Lipsk, w powiecie Nordsachsen (do 31 lipca 2008 w powiecie Delitzsch).
Jednym z zabytków miasta jest klasycystyczny kościół farny św. Mikołaja.

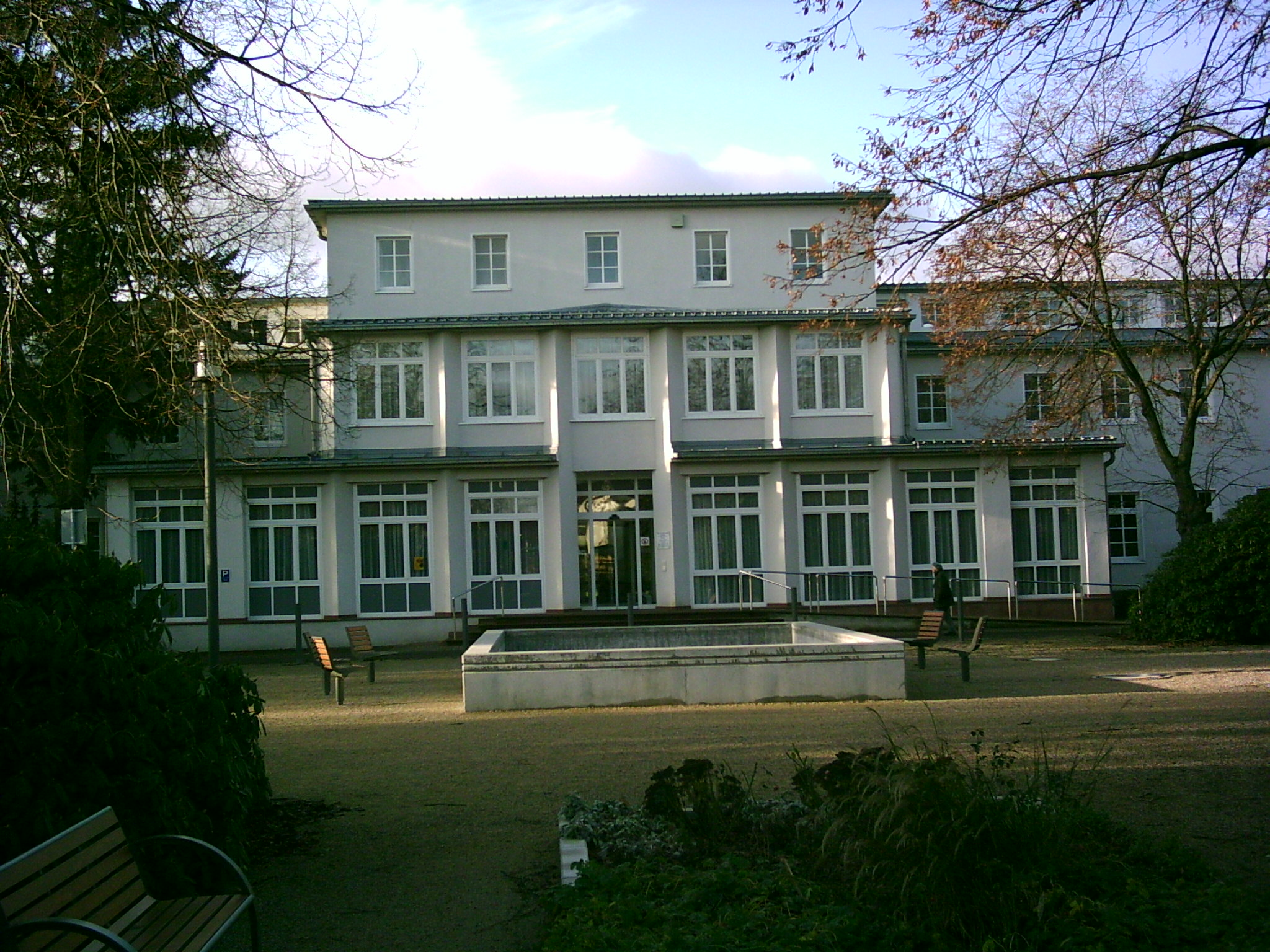
Budynek uzdrowiskowy

## Geografia
Bad Düben leży nad Muldą, na wschód od Delitzsch.
Przez obszar miasta przebiegają cztery drogi krajowe: B2, B107, B183, B183a

## Współpraca
- Diez, Nadrenia-Palatynat